# مارك 13 (قنبلة نووية)
القنبلة النووية مارك 13 تم تصميم مارك 13 على أساس تصميم مارك 6  والتي كانت على أساس  قنبلة مارك 4 النووية والقنبلة النووية مارك 3 المستخدمة في نهاية الحرب العالمية الثانية.

## الوصف
كانت قنبلة مارك 13 تقريبا نفس حجم القنبلة النووية مارك 6 التي تم تطويرها حيث يبلغ قطرها 61 بوصة وطولها 128 بوصة (150 سم × 320 سم) ويبلغ وزنها 7,400 رطل (3300 كجم). كان الرأس الحربي أصغر إلى حد ما حيث كان قطره 58 بوصة وطوله 100 بوصة مع وزن يتراوح من 6000 إلى 6500 رطل.
استخدم تصميم مارك 13 نظاما للانفجار النووي من 92 نقطة. تم استخدام نظام مماثل من 92 نقطة في المتغيرات اللاحقة لقنبلة مارك 6.

## الاختبارات
تم اختبار تصميم القنبلة النووية مارك 13 مرة واحدة والتي أجريت في 19 مايو 1953. كانت العائد التقديري لهذا الاختبار 32 كيلو طن.

## النشر
مع اقتراب مارك 13 من الإنتاج جعل التقدم في تصميم الأسلحة النووية وخاصة اختبار ايفي مايك الحراري النووي في نوفمبر 1952. استمر التطوير للأغراض البحثية بعد أشهر من أول اختبار حراري نووي في ايفي مايك بتصميمين مختلفين ولكن لم يتم نشر علامة مارك 13. ألغيت نسخة قنبلة مارك 13 في أغسطس 1953 وتم إلغاء نسخة الرؤوس الحربية لمارك 13 في سبتمبر 1953.

## المتغيرات

### مارك 18
استخدمت قنبلة مارك 18 النووية نظام انفجار 13 مارك ولكن جوهر انشطاري مختلف مع حوالي 60 كيلوغراما من اليورانيوم عالي التخصيب. كانت هذه أكبر قنبلة نووية انشطارية تم اختبارها على الإطلاق. تم إنتاج مارك 18 بكميات معتدلة (90 قنبلة) في الخدمة من 1953 إلى 1956.

### مارك 20
كانت القنبلة النووية مارك 20 هي مخطط لتكون بديل لـ مارك 13 تتضمن بعض التحسينات في تصميمها. توقفت البحوث في نفس الوقت مع مارك 13.
كان مارك 20 بنفس حجم مارك 13  لكن كان وزنه 6,400 رطل فقط.